# Élections législatives de 1967 dans les Alpes-Maritimes
Les élections législatives françaises de 1967 se déroulent les 5 et 12 mars 1967. Dans le département des Alpes-Maritimes, six députés sont à élire dans le cadre de six circonscriptions.

## Élus
| Circonscription | Député sortant                                        | Parti | Parti   | Député élu ou réélu     | Parti | Parti      |
| --------------- | ----------------------------------------------------- | ----- | ------- | ----------------------- | ----- | ---------- |
| 1re             | Pierre Pasquini                                       |       | UNR-UDT | Virgile Barel           |       | PCF        |
| 2e              | Diomède Catroux                                       |       | UNR-UDT | Jacques Médecin         |       | CR         |
| 3e              | Fernand Icart suppléant d'Édouard Corniglion-Molinier |       | RI      | Paul Cléricy            |       | FGDS (CIR) |
| 4e              | Francis Palmero                                       |       | CR      | Francis Palmero         |       | CR         |
| 5e              | Bernard Cornut-Gentille                               |       | Radcent | Bernard Cornut-Gentille |       | CD         |
| 6e              | Pierre Ziller                                         |       | UNR-UDT | Pierre Ziller           |       | UD-Ve      |

## Résultats

### Résultats à l'échelle du département
| Parti          | Parti                                           | Premier tour | Premier tour | Second tour | Second tour | Sièges |
| Parti          | Parti                                           | Voix         | %            | Voix        | %           | Sièges |
| -------------- | ----------------------------------------------- | ------------ | ------------ | ----------- | ----------- | ------ |
|                | Union des démocrates pour la Ve République      | 88 434       | 27,38        | 96 658      | 29,92       | 1      |
|                | Républicains indépendants                       | 18 925       | 5,86         | 24 060      | 7,45        | 0      |
|                | Divers droite (gaulliste)                       | 3 281        | 1,02         |             |             | 0      |
|                | Union des républicains de progrès               | 110 640      | 34,26        | 120 718     | 37,37       | 1      |
|                |                                                 |              |              |             |             |        |
|                | Convention des institutions républicaines       | 15 547       | 4,81         | 30 644      | 9,49        | 1      |
|                | Section française de l'Internationale ouvrière  | 11 619       | 3,60         | 1 217       | 0,38        | 0      |
|                | Parti radical                                   | 3 690        | 1,14         |             |             | 0      |
|                | Fédération de la gauche démocrate et socialiste | 30 856       | 9,55         | 31 861      | 9,86        | 1      |
|                |                                                 |              |              |             |             |        |
|                | Progrès et démocratie moderne                   | 95 344       | 29,52        | 80 981      | 25,07       | 3      |
|                | Parti communiste français                       | 81 175       | 25,13        | 89 463      | 27,70       | 1      |
|                | Parti socialiste unifié                         | 2 723        | 0,84         |             |             | 0      |
|                | Extrême droite                                  | 1 390        | 0,43         | 0           |             |        |
|                | Divers                                          | 861          | 0,27         | 0           |             |        |
|                |                                                 |              |              |             |             |        |
| Inscrits       | Inscrits                                        | 418 383      | 100,00       | 418 358     | 100,00      | 6      |
| Abstentions    | Abstentions                                     | 86 407       | 20,65        | 86 231      | 20,61       |        |
| Votants        | Votants                                         | 331 976      | 79,35        | 332 127     | 79,39       |        |
| Blancs et nuls | Blancs et nuls                                  | 8 987        | 2,71         | 9 104       | 2,74        |        |
| Exprimés       | Exprimés                                        | 322 989      | 97,29        | 323 023     | 97,26       |        |

### Résultats par circonscription

#### Première circonscription (Nice-I)
| Candidat           | Candidat                | Parti                | Premier tour | Premier tour | Second tour | Second tour |  |
| Candidat           | Candidat                | Parti                | Voix         | %            | Voix        | %           |  |
| ------------------ | ----------------------- | -------------------- | ------------ | ------------ | ----------- | ----------- |  |
|                    | Virgile Barel élu       | PCF                  | 18 074       | 37,41        | 26 109      | 51,91       |  |
|                    | Pierre Pasquini sortant | UD-Ve                | 16 389       | 33,92        | 19 813      | 39,39       |  |
|                    | Raoul Bosio             | CD (CR, RR)          | 7 269        | 15,05        | 4 375       | 8,70        |  |
|                    | Henri Verdeil           | FGDS (CIR)           | 5 660        | 11,71        |             |             |  |
|                    | Jean-Pierre Daugreilh   | Extrême droite (REL) | 668          | 1,38         |             |             |  |
|                    | Roger Panetta           | Divers               | 255          | 0,53         |             |             |  |
|                    |                         |                      |              |              |             |             |  |
| Inscrits           | Inscrits                | Inscrits             | 62 083       | 100,00       | 62 081      | 100,00      |  |
| Abstentions        | Abstentions             | Abstentions          | 12 119       | 19,52        | 10 248      | 16,51       |  |
| Votants            | Votants                 | Votants              | 49 964       | 80,48        | 51 833      | 83,49       |  |
| Blancs et nuls     | Blancs et nuls          | Blancs et nuls       | 1 649        | 3,3          | 1 536       | 2,96        |  |
| Exprimés           | Exprimés                | Exprimés             | 48 315       | 96,7         | 50 297      | 97,04       |  |
| Source : Data.gouv |                         |                      |              |              |             |             |  |

#### Deuxième circonscription (Nice-II)
| Candidat       | Candidat                | Parti          | Premier tour | Premier tour | Second tour | Second tour |  |
| Candidat       | Candidat                | Parti          | Voix         | %            | Voix        | %           |  |
| -------------- | ----------------------- | -------------- | ------------ | ------------ | ----------- | ----------- |  |
|                | Jacques Médecin élu     | CR (PDM)       | 23 264       | 43,87        | 26 393      | 49,50       |  |
|                | Diomède Catroux sortant | UD-Ve          | 16 621       | 31,34        | 16 676      | 31,28       |  |
|                | Francis Lombardi        | PCF            | 9 820        | 18,52        | 10 246      | 19,22       |  |
|                | Jean Walter             | PSU            | 2 723        | 5,13         |             |             |  |
|                | Joseph Verdu            | Divers         | 606          | 1,14         |             |             |  |
|                |                         |                |              |              |             |             |  |
| Inscrits       | Inscrits                | Inscrits       | 67 919       | 100,00       | 67 908      | 100,00      |  |
| Abstentions    | Abstentions             | Abstentions    | 13 699       | 20,17        | 13 878      | 20,44       |  |
| Votants        | Votants                 | Votants        | 54 220       | 79,83        | 54 030      | 79,56       |  |
| Blancs et nuls | Blancs et nuls          | Blancs et nuls | 1 186        | 2,19         | 715         | 1,32        |  |
| Exprimés       | Exprimés                | Exprimés       | 53 034       | 97,81        | 53 315      | 98,68       |  |

Jacques Médecin se présente officiellement sans étiquette mais est membre du Centre républicain et bénéficie du soutien du Centre démocrate,.

#### Troisième circonscription (Nice-III - Puget-Théniers)
| Candidat       | Candidat              | Parti                     | Premier tour | Premier tour | Second tour | Second tour |  |
| Candidat       | Candidat              | Parti                     | Voix         | %            | Voix        | %           |  |
| -------------- | --------------------- | ------------------------- | ------------ | ------------ | ----------- | ----------- |  |
|                | Fernand Icart sortant | RI                        | 18 925       | 35,03        | 24 060      | 43,98       |  |
|                | Virgile Pasquetti     | PCF                       | 12 575       | 23,28        | Retrait     | Retrait     |  |
|                | Paul Cléricy élu      | FGDS (CIR)                | 9 887        | 18,3         | 30 644      | 56,02       |  |
|                | Jean Hancy            | CD (PDM)                  | 8 636        | 15,98        | Retrait     | Retrait     |  |
|                | Léon Teisseire        | Divers droite (Gaulliste) | 3 281        | 6,07         |             |             |  |
|                | Marcel Izembart       | Extrême droite            | 722          | 1,34         |             |             |  |
|                |                       |                           |              |              |             |             |  |
| Inscrits       | Inscrits              | Inscrits                  | 70 716       | 100,00       | 70 710      | 100,00      |  |
| Abstentions    | Abstentions           | Abstentions               | 15 193       | 21,48        | 14 603      | 20,65       |  |
| Votants        | Votants               | Votants                   | 55 523       | 78,52        | 56 107      | 79,35       |  |
| Blancs et nuls | Blancs et nuls        | Blancs et nuls            | 1 497        | 2,7          | 1 403       | 2,5         |  |
| Exprimés       | Exprimés              | Exprimés                  | 54 026       | 97,3         | 54 704      | 97,5        |  |

#### Quatrième circonscription (Menton)
| Candidat       | Candidat                      | Parti          | Premier tour | Premier tour | Second tour | Second tour |  |
| Candidat       | Candidat                      | Parti          | Voix         | %            | Voix        | %           |  |
| -------------- | ----------------------------- | -------------- | ------------ | ------------ | ----------- | ----------- |  |
|                | Francis Palmero sortant réélu | CR (PDM)       | 19 721       | 40,45        | 20 331      | 41,8        |  |
|                | André Vanco                   | PCF            | 13 075       | 26,82        | 16 234      | 33,38       |  |
|                | Emmanuel Aubert               | UD-Ve          | 12 262       | 25,15        | 12 076      | 24,83       |  |
|                | Georges Maniglier             | FGDS (Radical) | 3 690        | 7,57         |             |             |  |
|                |                               |                |              |              |             |             |  |
| Inscrits       | Inscrits                      | Inscrits       | 62 382       | 100,00       | 62 364      | 100,00      |  |
| Abstentions    | Abstentions                   | Abstentions    | 12 470       | 19,99        | 12 907      | 20,7        |  |
| Votants        | Votants                       | Votants        | 49 912       | 80,01        | 49 457      | 79,3        |  |
| Blancs et nuls | Blancs et nuls                | Blancs et nuls | 1 164        | 2,33         | 816         | 1,65        |  |
| Exprimés       | Exprimés                      | Exprimés       | 48 748       | 97,67        | 48 641      | 98,35       |  |

#### Cinquième circonscription (Cannes - Antibes)
| Candidat       | Candidat                              | Parti          | Premier tour | Premier tour | Second tour | Second tour |  |
| Candidat       | Candidat                              | Parti          | Voix         | %            | Voix        | %           |  |
| -------------- | ------------------------------------- | -------------- | ------------ | ------------ | ----------- | ----------- |  |
|                | Bernard Cornut-Gentille sortant réélu | CD (PDM)       | 28 979       | 48,22        | 29 882      | 50          |  |
|                | Vincent Badie                         | UD-Ve          | 17 898       | 29,78        | 17 297      | 28,94       |  |
|                | Georges Girard                        | PCF            | 13 219       | 22           | 12 581      | 21,05       |  |
|                |                                       |                |              |              |             |             |  |
| Inscrits       | Inscrits                              | Inscrits       | 77 896       | 100,00       | 77 895      | 100,00      |  |
| Abstentions    | Abstentions                           | Abstentions    | 16 120       | 20,69        | 17 162      | 22,03       |  |
| Votants        | Votants                               | Votants        | 61 776       | 79,31        | 60 733      | 77,97       |  |
| Blancs et nuls | Blancs et nuls                        | Blancs et nuls | 1 680        | 2,72         | 973         | 1,6         |  |
| Exprimés       | Exprimés                              | Exprimés       | 60 096       | 97,28        | 59 760      | 98,4        |  |

#### Sixième circonscription (Grasse)
| Candidat       | Candidat                    | Parti          | Premier tour | Premier tour | Second tour | Second tour |  |
| Candidat       | Candidat                    | Parti          | Voix         | %            | Voix        | %           |  |
| -------------- | --------------------------- | -------------- | ------------ | ------------ | ----------- | ----------- |  |
|                | Pierre Ziller sortant réélu | UD-Ve          | 25 264       | 42,99        | 30 796      | 54,69       |  |
|                | Romain Maurel               | PCF            | 14 412       | 24,52        | 24 293      | 43,14       |  |
|                | Jacques Biget               | FGDS (SFIO)    | 11 619       | 19,77        | 1 217       | 2,16        |  |
|                | Claude Challiol             | CD (PDM)       | 7 475        | 12,72        | Retrait     | Retrait     |  |
|                |                             |                |              |              |             |             |  |
| Inscrits       | Inscrits                    | Inscrits       | 77 387       | 100,00       | 77 400      | 100,00      |  |
| Abstentions    | Abstentions                 | Abstentions    | 16 806       | 21,72        | 17 433      | 22,52       |  |
| Votants        | Votants                     | Votants        | 60 581       | 78,28        | 59 967      | 77,48       |  |
| Blancs et nuls | Blancs et nuls              | Blancs et nuls | 1 811        | 2,99         | 3 661       | 6,11        |  |
| Exprimés       | Exprimés                    | Exprimés       | 58 770       | 97,01        | 56 306      | 93,89       |  |